# Ellie Goulding
Elena Jane Goulding (Hereford, Reino Unido, Inglaterra; 30 de diciembre de 1986), conocida como Ellie Goulding, es una cantante, compositora y multiinstrumentista británica. Saltó a la fama en 2009 tras ganar el concurso «Sound of 2010» realizada por BBC, además de por haber recibido el premio a elección de los críticos en los premios Brit.
Desde muy joven, Ellie Goulding mostró gran interés por la música. Aprendió a tocar el clarinete y la guitarra antes de los quince años, además de graduarse en la Universidad de Kent en teatro. Sin mucho éxito, comenzó a promocionarse en su país natal con el lanzamiento de su primer extended play An Introduction to Ellie Goulding y su respectivo primer sencillo «Under the Sheets». Posteriormente, lanzó simultáneamente «Starry Eyed» y su primer álbum de estudio Lights. Ambos alcanzaron una de las cinco primeras posiciones del UK Singles Chart y UK Albums Chart. Concretamente, Lights debutó como número uno. Los dos sencillos que le siguieron, «Guns and Horses» y «The Writer», no pudieron lograr estar entre los diez primeros en el Reino Unido. Tras su participación en el iTunes Festival de 2010, publicó un EP con las canciones en vivo que interpretó y además Run Into the Light. Dado el poco tiempo que tuvo para trabajar en su disco, Ellie lanzó una reedición de Lights llamada Bright Lights, con una versión de «Your Song» y un nuevo tema «Lights» como sencillos principales. El primero de estos se situó en la segunda posición en el Reino Unido, mientras que el segundo obtuvo la cuadragésima novena. A pesar de esto, «Lights» se convirtió en un éxito en Norteamérica, ya que alcanzó la segunda posición en los Estados Unidos y la séptima en Canadá. Además, vendió más de tres millones de copias en el primero de estos.
Gracias a todo el éxito que tuvo en 2010, Ellie Goulding recibió dos nominaciones a los premios Brit de 2011, aunque no resultó ganadora en ninguna de ellas. Igualmente, ganó un Glamour Award a la revelación del año. Luego, «Anything Could Happen» se convirtió en el séptimo sencillo de la cantante. Este logró la quinta posición en el Reino Unido y aunque no alcanzó una posición alta en los Estados Unidos, vendió un millón de copias. Para seguir con la promoción de Halcyon, Ellie lanzó «Figure 8» y «Explosions». El primero no tuvo éxito comercial, salvo en Finlandia y Nueva Zelanda, mientras que el segundo contó con una recepción media en el Reino Unido. Con todo, el álbum debutó como número dos en el UK Albums Chart. Luego la cantante recibió una nominación a los Teen Choice Awards como artista revelación, pero no ganó. Al igual que con su primer disco, Ellie Goulding reeditó y reelanzó Halcyon como Halcyon Days. Gracias a esto, Halcyon alcanzó más tarde la posición número uno en el Reino Unido. El sencillo líder, «Burn», logró una buena recepción comercial alrededor del mundo. Concretamente, se convirtió en el primer número uno de Ellie Goulding en el Reino Unido, además de su primer top diez en Alemania y Australia.

## Biografía

### 1986-2009: Primeros años e inicios musicales

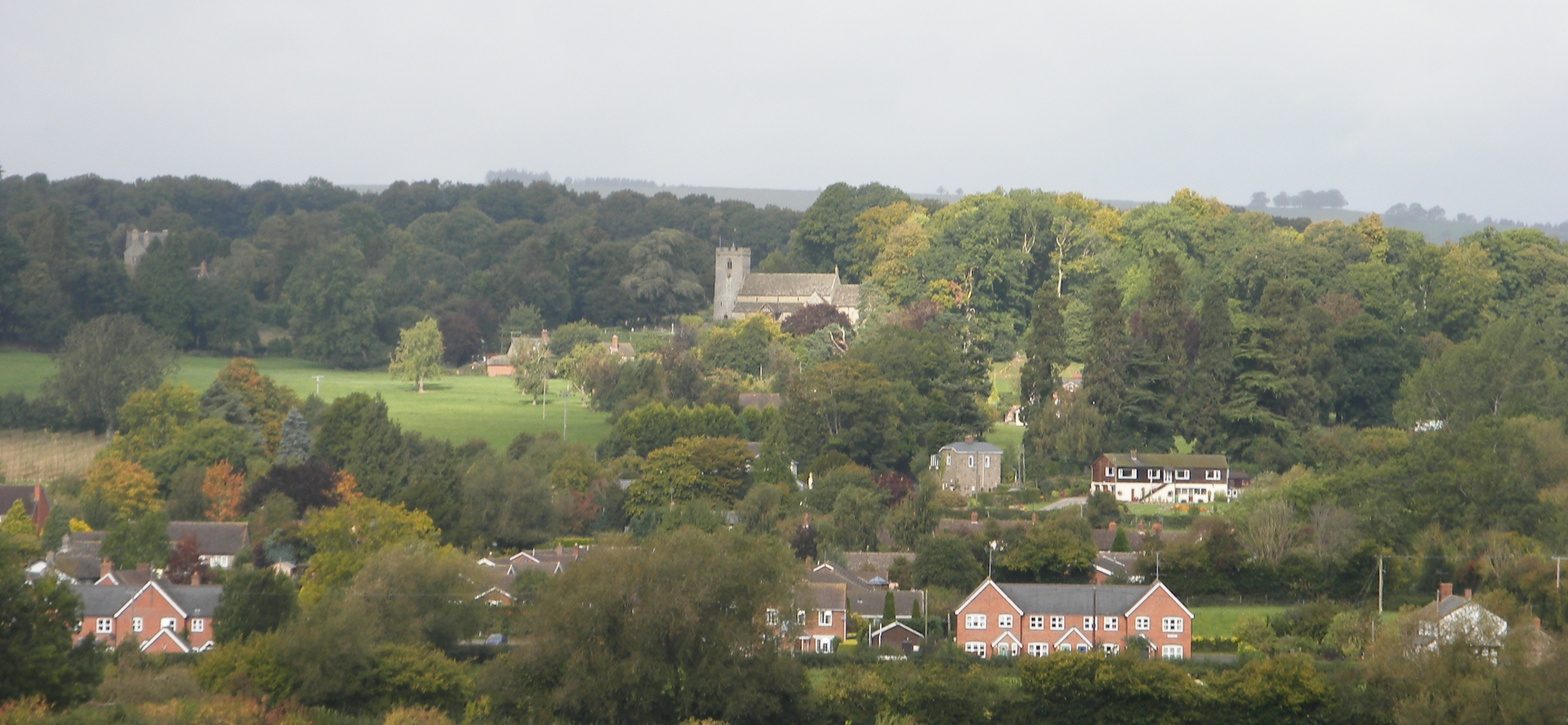
Lyonshall, pueblo de nacimiento de Ellie Goulding.

Ellie Goulding nació el 30 de diciembre de 1986 en Lyonshall, un pueblo rural ubicado en Herefordshire, Inglaterra, bajo el nombre de Elena Jane Goulding. Es la segunda de cuatro hermanos, hija de Arthur Goulding y Tracey Goulding, asistió a la Lady Hawkins School durante toda su infancia. Cuando Ellie Goulding tenía cinco años, sus padres se separaron, así que ella y sus hermanos tuvieron que vivir con su madre y su nuevo padrastro. A pesar de que su infancia no fue precisamente fácil, declaró que dado que vivían en un campo, siempre tenían deberes y cosas para divertirse, lo cual la hizo muy feliz. Su interés por la música llegó a la edad de nueve, cuando Ellie comenzó a tocar el clarinete, y más tarde a los catorce, la guitarra. Habiendo dominado dos instrumentos, empezó a componer canciones a los quince tras haber ganado un concurso de canto en su escuela.
Después  de graduarse de secundaria, a los dieciocho años Ellie Goulding asistió a la Universidad de Kent, donde tardó dos años en graduarse de teatro. Más tarde, Sarah Stennett descubrió su talento y la presentó al productor Starsmith, con quien comenzó a trabajar en su primera canción. A pesar de que Ellie Goulding quiso comenzar a estudiar otra carrera, Stennett la convenció de dejar la universidad y mudarse al oeste de Londres para poder trabajar mejor en su disco. Posteriormente firmó un contrato discográfico con Neon Gold Records y Polydor Records. Finalmente, en noviembre de 2009 se lanzó su primer sencillo «Under the Sheets», el cual alcanzó la posición cincuenta y tres del UK Singles Chart. Ellie Goulding apareció por primera vez en televisión cuando interpretó la canción en Later... with Jools Holland. Además, fue telonera de Little Boots en algunos espectáculos de su gira. Luego publicó An Introduction to Ellie Goulding, su primer EP. Más tarde, ganó la encuesta de «Sound of 2010» realizada por BBC, lo que le dio más reconocimiento en el Reino Unido. Además, la Industria Fonográfica Británica anunció que Ellie Goulding recibiría el premio a la elección de los críticos en los BRITs de 2010.

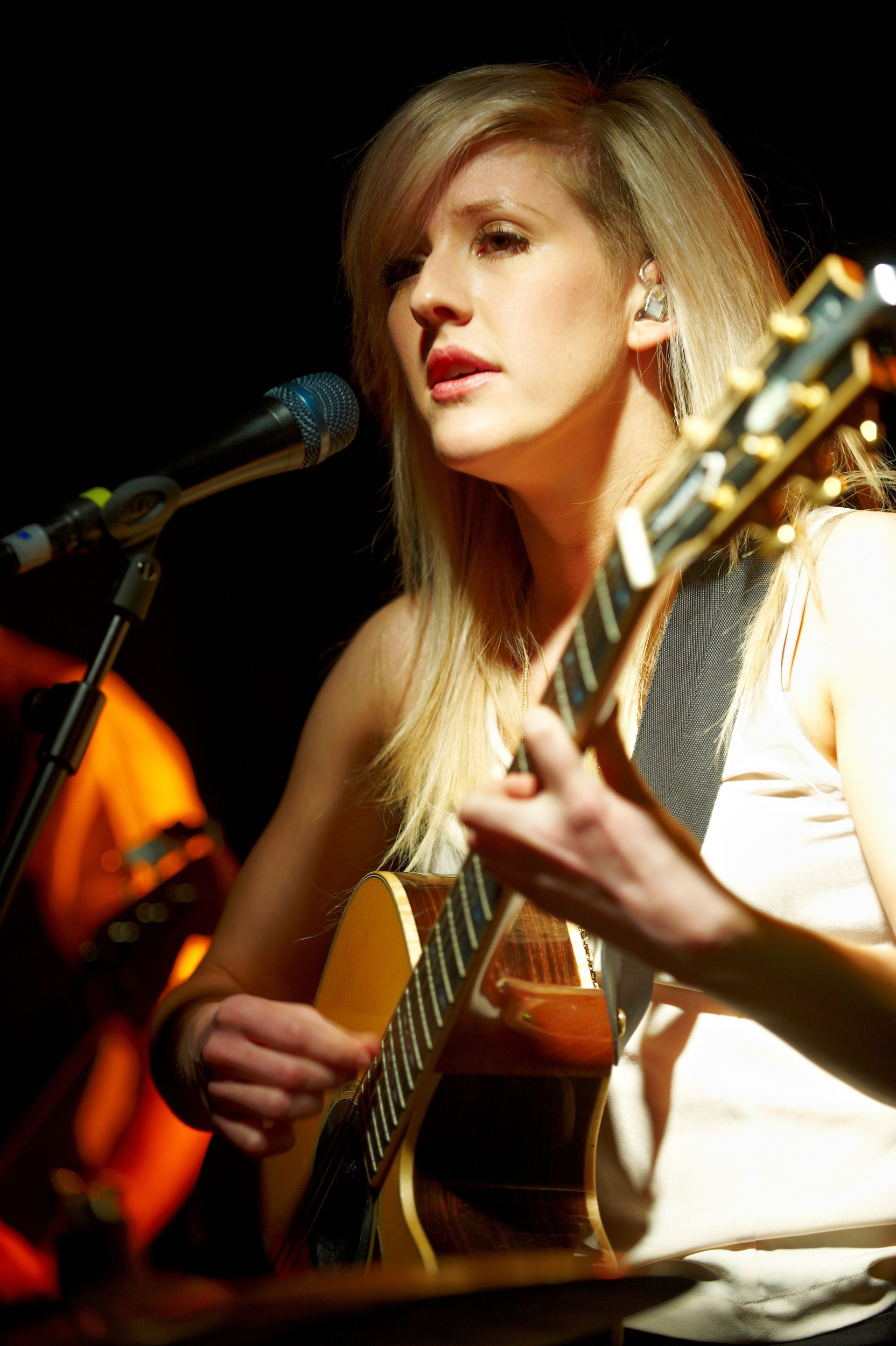
Ellie Goulding cantando en 2010.

### 2010-2011:Lightsy reconocimiento internacional
En febrero de 2010, Ellie Goulding lanzó su segundo sencillo «Starry Eyed», el cual debutó como número cuatro en el UK Singles Chart. Habiéndose promocionado lo necesario, el mismo mes lanzó su primer álbum de estudio Lights, que alcanzó el número uno del UK Albums Chart. Luego, publicó «Guns and Horses», el cual logró la vigésima sexta posición en el Reino Unido. Para promocionarse, Ellie Goulding se convirtió en la telonera de Passion Pit en su paso por el Reino Unido en marzo de ese año. Tras participar en el iTunes Festival en julio, se publicó su segundo extended play iTunes Festival: London 2010, y dos meses después Run Into the Light. Luego, Ellie Goulding lanzó una reedición de Lights llamada Bright Lights, de la cual se eligió una versión de «Your Song» como primer sencillo. La canción alcanzó la segunda posición en el Reino Unido, la cuarta en Austria y quinta en Irlanda. Durante los meses siguientes, se realizaron una serie de festivales musicales alrededor de Europa. Ellie Goulding participó en varios hechos en el Reino Unido y algunos de Bélgica y España, donde interpretó varios de sus sencillos, así como otras canciones de Lights.
En enero de 2011, se lanzó «Lights» como primer sencillo de Bright Lights en Norteamérica. Tras esto, se convirtió en un éxito en los Estados Unidos, ya que alcanzó el número dos en el Billboard Hot 100 y además recibió tres discos de platino por parte de la RIAA luego de vender tres millones de copias solo allí. Gracias a su éxito en el Reino Unido durante 2010, Ellie Goulding recibió dos nominaciones a los premios Brit en las categorías mejor artista femenina británica y mejor artista nuevo británico, pero perdió ante Laura Marling y Tinie Tempah, respectivamente. En mayo, debutó en la televisión estadounidense cantando en el programa Saturday Night Live. Más tarde, Ellie Goulding colaboró con Skrillex en una canción de Summit. Durante el resto del año, siguió participando en distintos festivales y promocionando «Lights» en los Estados Unidos y Canadá. Además, Ellie Goulding reemplazó a Jessie J como telonera del California Dreams Tour de Katy Perry luego de que esta se lesionase la pierna.

### 2012-2014:HalcyonyHalcyon Days

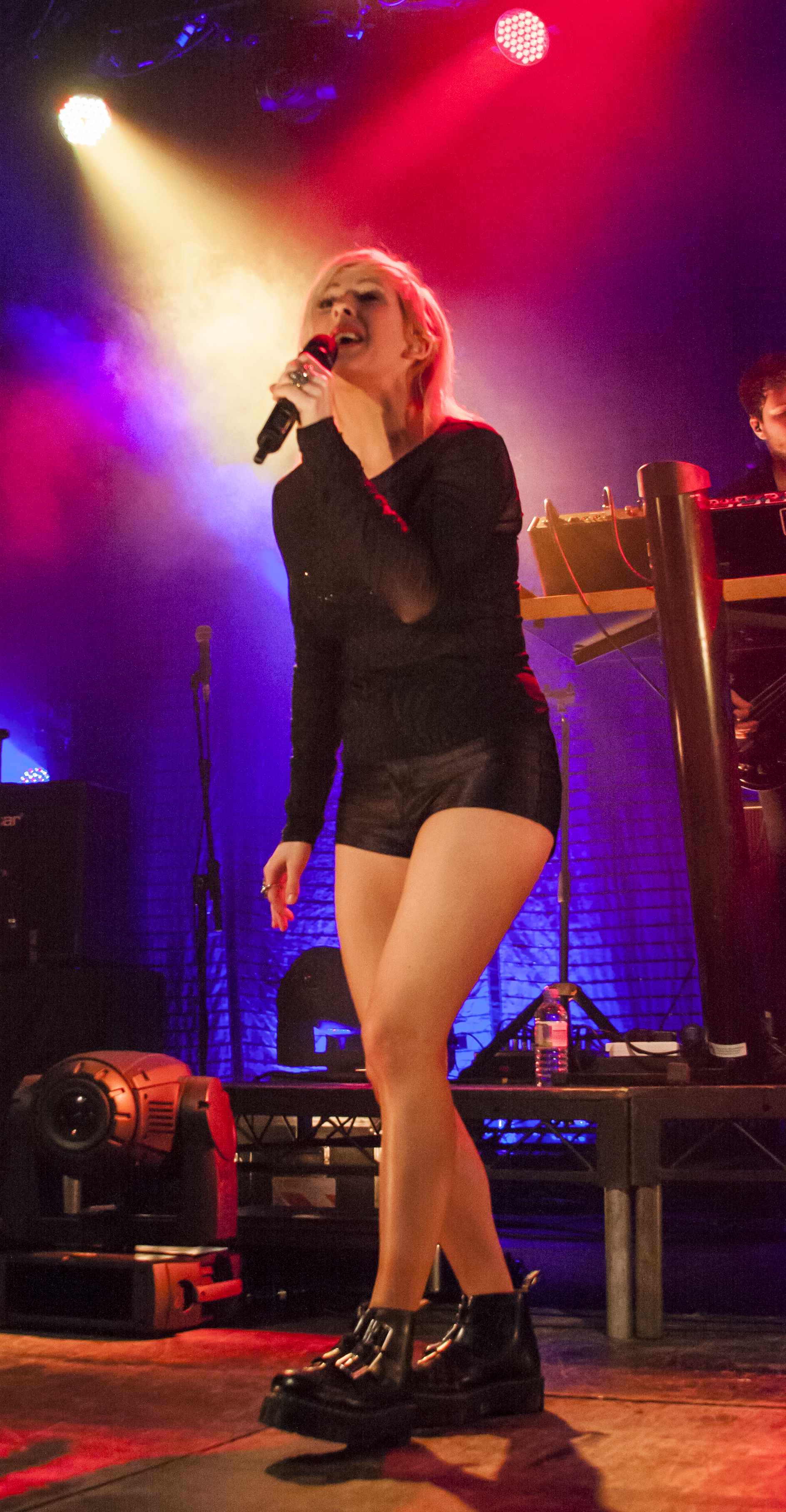
Ellie Goulding cantando en la Academia de Mánchester el 17 de diciembre de 2012.

A principios de 2012, Ellie Goulding se mantuvo trabajando en su segundo álbum de estudio. Luego, en abril, dijo que esperaba que se lanzase para octubre de ese año. En julio, lanzó «Hanging On», una versión de Active Child, como sencillo promocional. El mismo mes reveló que su siguiente disco llevaría por nombre Halcyon y su primer sencillo era «Anything Could Happen», el cual sería lanzado en pocas semanas. La canción pudo alcanzar la quinta posición del UK Singles Chart, además de haber sido certificada platino en los Estados Unidos tras vender un millón de copias. En verano de 2012, recibió la nominación al mejor artista revelación en los Teen Choice Awards, pero no ganó. Por su parte, Halcyon debutó como número dos en el UK Albums Chart, solo detrás de Babel de Mumford & Sons. Si bien el primer sencillo y el disco tuvieron una buena recepción, «Figure 8» fracasó mundialmente. Aunque, en Finlandia y Nueva Zelanda ubicó las posiciones ocho y siete, respectivamente. Para comenzar el año 2013, se lanzó «Explosions» como tercer y último sencillo de Halcyon. Este solo alcanzó la posición trece en el Reino Unido. Meses después, en febrero, se anunció que Ellie Goulding sería telonera de Bruno Mars en su Moonshine Jungle Tour. En abril, Calvin Harris lanzó su colaboración con la cantante, «I Need Your Love». La canción se convirtió en un éxito alrededor de Europa y Oceanía, ya que logró las primeras diez posiciones en Australia, Austria, Suecia, el Reino Unido, Finlandia, Suiza, Bélgica y Francia, mientras que en otros territorios como Canadá, los Estados Unidos, Dinamarca, Noruega e Italia ubicó los veinte primeros.
El mes siguiente comenzó una pequeña gira alrededor del Reino Unido. Al igual que con Lights, Ellie Goulding lanzó una reedición de Halcyon llamada Halcyon Days, de la cual fue seleccionada «Burn» como primer sencillo. Este se convirtió en el primer número uno de la cantante en el UK Singles Chart, además que entró a los diez primeros en Australia, Finlandia, Alemania, Noruega, Nueva Zelanda y Austria. Concretamente, en Australia y Nueva Zelanda fue certificado por sus buenas ventas, lo que convierte a «Burn» en el primer éxito internacional propio de la cantante. Luego de la buena recepción del primer sencillo en el Reino Unido y el relanzamiento de Halcyon, el disco reentró a los tres primeros del UK Albums Chart, solo detrás de dos debuts. Más tarde, alcanzó la posición número uno. Posteriormente, Ellie Goulding  participó en la banda sonora de la película About Time con una versión de «How Long Will I Love You?», canción que más tarde lanzaría como sencillo y llegaría al tercer puesto en el Reino Unido. Al poco tiempo, trabajó también el tema «Mirror», el cual fue incluido en la banda sonora de la exitosa película Los juegos del hambre: en llamas.
A inicios de 2014, lanzó «Goodness Gracious», sexto sencillo de Halcyon Days. Este no tuvo éxito comercial aparente, aunque llegó al número dieciséis en el Reino Unido. El 18 de febrero, Ellie Goulding interpretó un popurrí de «I Need Your Love» y «Burn» en los BRIT Awards. De sus tres nominaciones, ganó únicamente en la categoría de mejor artista británica. En marzo, participó en la banda sonora original de la película Divergent con cuatro canciones: «Tris», «Choosing Dauntless», «Capture the Flag» y «Sacrifice», así como también en la banda sonora comercial con otras cuatro canciones: «Under Control», «My Blood», «Dead in the Water» y «Beating Heart», esta última se convertiría en su próximo sencillo.

### 2015-2021:DeliriumyBrightest Blue
En enero de 2015 lanzó «Love Me like You Do», que se convirtió en el sencillo más exitoso de la banda sonora de la película Cincuenta sombras de Grey, alcanzando el puesto número uno en el Reino Unido y la posición número tres en la lista Billboard Hot 100 de los Estados Unidos. Fue nominada al Grammy por mejor presentación pop solista en la entrega número 58 de los Grammy Awards.
En enero de 2017, anunció que el trabajo sobre nueva música había comenzado. En abril del mismo año, el productor BloodPop reveló en las redes sociales que estaba en el estudio con Goulding. Ese mismo mes, Goulding lanzó una colaboración con Kygo titulada «First Time».
En 2018, Ellie Goulding se unió a Tap Management después de casi una década con First Access Management. Ella apareció en una colaboración con Sean Paul en su EP Mad Love the Prequel titulado «Bad Love», lanzado el 29 de junio de 2018. El 24 de octubre de 2018, lanzó «Close to Me» con Diplo y Swae Lee. El 1 de enero de 2019, The Guardian informó que había estado trabajando en su cuarto álbum, que se lanzará en el mismo año. El 1 de marzo, lanzó el siguiente sencillo «Flux».
En julio de 2019, Ellie Goulding declaró que su próximo material que se lanzaría sería las canciones «Woman I Am»y «Start». En noviembre, lanzó su versión de la canción de Navidad de Joni Mitchell «River», que encabezó la lista de sencillos del Reino Unido, convirtiéndose en su tercer sencillo número uno del Reino Unido y la última canción número uno del Reino Unido de la década de 2010. En una entrevista de radio con Heartel mismo mes, ella reveló que el álbum "viene en dos partes", y agregó que toca la guitarra, el bajo y el piano en el proyecto. Durante una aparición en The Late Late Show with James Corden, Goulding describió que el álbum tenía dos lados, revelando que el primer lado presentará canciones escritas completamente por ella, mientras que el segundo se describe como "como un alter ego" y contiene la mayoría de los sencillos lanzados de 2018 a 2020.
El 27 de mayo de 2020, reveló la fecha de lanzamiento y la lista de canciones de su cuarto álbum de estudio Brightest Blue. Para la promoción del álbum se estrenó el sencillo principal «Worry About Me» en colaboración con Blackbear el 13 de marzo de 2020, seguido de «Power» y «Slow Grenade» junto a Lauv. Finalmente, el álbum se publicó el 17 de julio de 2020.
Goulding, reveló a finales de enero de 2021, que iba a lanzar nueva música fuera de Brightest Blue. El 21 de enero de 2021, ella junto a Silk City, lanzaron su colaboración titulada: «New Love».

### 2022-presente:Higher Than Heaven
Tras su concierto en el Rock in Rio, en Lisboa, el 19 de junio de 2022; Goulding confirmó el estreno de nueva música para el mes de julio. En una entrevista en 2021, la cantante describió el nuevo sonido de su próximo álbum como electrónico-pop. El 4 de julio de 2022, anunció el primer sencillo del álbum, «Easy Lover», una colaboración junto a Big Sean que fue lanzado el 15 de julio. Goulding lanzó el segundo sencillo «Let It Die» el 19 de octubre y anunció, ese mismo día el nombre y la fecha de su quinto álbum de estudio, «Higher Than Heaven», el cual sería publicado el 3 de febrero de 2023. Sin embargo, en enero, anunció el retraso del lanzamiento al 24 de marzo. Semanas más tarde, volvió a anunciar un nuevo aplazamiento al 7 de abril de 2023.
El 22 de marzo de 2023, Ellie Goulding publicó el cuarto sencillo del álbum, «By the End of the Night». El 7 de abril lanzó, coincidiendo con la publicación del álbum, el videoclip de «Better Man», dirigido por Tom Sandford. El 14 de septiembre, Goulding publicó el sencillo  "Somebody", en colaboración con TSHA y Gregory Porter. El 13 de octubre, Goulding cantó junto a Yoshiki durante su actuación en el Royal Albert Hall interpretando su clásico "Love Me Like You Do".
El 18 de abril de 2024, Goulding publicó una nueva versión de su canción "Brightest Blue" en colaboración con Nature. El 28 del mismo mes, Goulding sorprendió con una nueva canción "Easy To Love Me", mientras actuaba en el concierto de solo una noche en el Royal Albert Hall, y reveló que formaría parte de un nuevo álbum en el que ya estaría trabajando. Días más tarde, Goulding compartió una foto en sus redes sociales con el productor Jack Rochon en el estudio. El 6 de junio, Goulding colaboró con los DJs Marshmello y AVAION en el sencillo de música house, "Save My Love", que recibió críticas positivas.
El 29 de abril, se anunció que Goulding sería la narradora y compositora musical, junto a Jim Fairfield, del documental ambiental Bee Wild (2024), dirigido por Rebecca y Josh Tickell. El documental se estrenó el 5 de junio en el Festival de cine SXSW Londres.

## Vida personal
Ellie Goulding y su pareja Caspar Jopling anunciaron su compromiso el 7 de agosto de 2018. La pareja se casó el 31 de agosto de 2019 en la Catedral de York. El 23 de febrero de 2021 anunció que estaba esperando su primer hijo. Su hijo, Arthur Ever Winter Jopling, nació el 2 de mayo de 2021.

## Discografía
Álbumes de estudio
- 2010: Lights
- 2012: Halcyon
- 2015: Delirium
- 2020: Brightest Blue
- 2023: Higher Than Heaven

## Filmografía
| Año        | Trabajo                                   | Papel      | Notas                                                    |
| Televisión | Televisión                                | Televisión | Televisión                                               |
| ---------- | ----------------------------------------- | ---------- | -------------------------------------------------------- |
| 2011       | Saturday Night Live                       | Ella misma | Invitada musical; Tina Fey/Ellie Goulding (temporada 36) |
| 2012       | Late Night with Jimmy Fallon              | Ella misma | Invitada musical                                         |
| 2012       | Conan                                     | Ella misma | Invitada musical                                         |
| 2013       | Who Is...?                                | Ella misma | Invitada musical                                         |
| 2013       | The Sound Change Live                     | Ella misma | Invitada                                                 |
| 2014       | The Royal Variety Show                    | Ella misma | Invitada                                                 |
| 2015       | The Voice                                 | Ella misma | Asesora de Adam Levine (temporada 8)                     |
| 2015       | Victoria's Secret Fashion Show            | Ella misma | Invitada                                                 |
| 2018       | Sesame Street                             | Ella misma | Episodio: "The Helpful Cloud"                            |
| 2022       | The Royal Variety Show                    | Ella misma | Invitada musical                                         |
| 2022       | American Music Awards                     | Ella misma | Presentadora                                             |
| 2023       | American Idol                             | Ella misma | Invitada musical                                         |
| 2023       | The Jennifer Hudson Show                  | Ella misma | Invitada                                                 |
| 2024       | Dick Clark's New Year's Rockin' Eve       | Ella misma | Invitada                                                 |
| Películas  |                                           | Ella misma |                                                          |
| 2013       | Tom & Issy                                | Issy       | Cortometraje                                             |
| 2014       | Ellie Goulding: Healthy Eating on Tour    | Ella misma | Documental                                               |
| 2014       | Lennon or McCartney                       | Ella misma | Documental                                               |
| 2015       | American Express Unstaged: Ellie Goulding | Ella misma | Película de concierto; dirigida por Scarlett Johansson   |
| 2017       | Louder Together                           | Ella misma | Documental                                               |
| 2023       | Monumental: Ellie Goulding at Kew Gardens | Ella misma | Película de concierto                                    |
| 2024       | Bee Wild                                  | Ella misma | Documental, narradora y compositora                      |

## Conciertos

### Como acto principal
- The Lights Tour (2010-2011)
- The Halcyon Days Tour (2012-2014)
- Delirium World Tour (2016)
- Brightest Blue Tour (2021)
- Higher Than Heaven Tour (2023)

### Como acto de apertura
- California Dreams Tour
- The Moonshine Jungle Tour
- The 1989 World Tour

## Premios y nominaciones
A lo largo de su carrera, Ellie ha sido nominada a variedad de premios. A pesar de que la gran mayoría de las veces no resulta victoriosa, tiene en su haber dos BRIT, el premio más importante otorgado en el Reino Unido. A continuación, una lista con todas las candidaturas de la cantante:
| Año  | Premiación                    | Trabajo nominado                            | Categoría                                    | Resultado | Ref.          |
| ---- | ----------------------------- | ------------------------------------------- | -------------------------------------------- | --------- | ------------- |
| 2010 | Sound of 2010                 | Ellie Goulding                              | Sonido del 2010                              | Ganadora  | [ 1 ]         |
| 2010 | Brit Awards                   | Ellie Goulding                              | Elección de los críticos                     | Ganadora  | [ 22 ]        |
| 2010 | Q Awards                      | Ellie Goulding                              | Mejor artista femenina                       | Nominada  | [ 94 ]        |
| 2010 | Q Awards                      | Ellie Goulding                              | Mejor artista nuevo                          | Nominada  | [ 94 ]        |
| 2010 | BT Digital Music Awards       | Ellie Goulding                              | Mejor artista femenina                       | Nominada  | [ 95 ]        |
| 2010 | MTV Europe Music Awards       | Ellie Goulding                              | Mejor Artista Reino Unido/Irlanda            | Nominada  |               |
| 2011 | Brit Awards                   | Ellie Goulding                              | Mejor artista británica                      | Nominada  | [ 9 ]         |
| 2011 | Brit Awards                   | Ellie Goulding                              | Mejor artista nuevo británico                | Nominada  | [ 9 ]         |
| 2011 | Glamour Magazine Awards       | Ellie Goulding                              | Revelación del año                           | Ganadora  | [ 10 ]        |
| 2012 | Teen Choice Awards            | Ellie Goulding                              | Elección musical: artista revelación         | Nominada  | [ 12 ]        |
| 2013 | MTV Europe Music Awards       | Ellie Goulding                              | Mejor artista británico/irlandés             | Nominada  | [ 96 ] [ 97 ] |
| 2013 | BBC Radio 1 Teen Awards       | Ellie Goulding                              | Mejor artista británico solista              | Nominada  | [ 98 ] [ 99 ] |
| 2013 | BBC Radio 1 Teen Awards       | «Burn»                                      | Mejor sencillo británico                     | Nominada  | [ 98 ] [ 99 ] |
| 2014 | Brit Awards                   | Ellie Goulding                              | Mejor artista británica                      | Ganadora  | [ 49 ] [ 50 ] |
| 2014 | Brit Awards                   | «Burn»                                      | Mejor sencillo británico                     | Nominada  | [ 49 ] [ 50 ] |
| 2014 | Brit Awards                   | «Burn»                                      | Mejor vídeo                                  | Nominada  | [ 49 ] [ 50 ] |
| 2015 | MTV Europe Music Awards       | «Love Me Like You Do»                       | Mejor Canción                                | Nominada  |               |
| 2015 | MTV Europe Music Awards       | Ellie Goulding                              | Mejor Artista Femenina                       | Nominada  |               |
| 2015 | MTV Europe Music Awards       | Ellie Goulding                              | Mejor Directo                                | Nominada  |               |
| 2016 | Grammy Awards                 | «Love Me Like You Do»                       | Mejor presentación Pop Solista               | Nominada  | [ 54 ]        |
| 2017 | Brit Awards                   | Ellie Goulding                              | Mejor artista británica                      | Nominada  |               |
| 2017 | United Nations Foundation     | Ellie Goulding                              | Premio al Liderazgo Global                   | Ganadora  | [ 100 ]       |
| 2019 | Teen Choice Awards            | «Close to Me»                               | Mejor canción EDM                            | Ganador   | [ 101 ]       |
| 2019 | Variety Hitmakers Awards      | Ellie Goulding                              | Premio de la Década (2010s)                  | Ganadora  | [ 102 ]       |
| 2020 | BMI London Awards             | «Hate Me»                                   | Canción Pop                                  | Ganadora  | [ 103 ]       |
| 2020 | BMI London Awards             | «Close to Me»                               | Canción Pop                                  | Ganadora  | [ 103 ]       |
| 2020 | Billboard Music Awards        | «Close to Me»                               | Top canción Electronica/Dance                | Ganadora  | [ 104 ]       |
| 2022 | United Nations Foundation     | Ellie Goulding                              | Humanitaria del Año                          | Ganadora  | [ 105 ]       |
| 2022 | TIME 100 Impact Awards        | Ellie Goulding                              | Premio al Impacto                            | Ganadora  | [ 106 ]       |
| 2022 | BMI London Awards             | Ellie Goulding                              | Premio al Presidente                         | Ganadora  | [ 107 ]       |
| 2023 | Electronic Dance Music Awards | Ellie Goulding                              | Artista del Año Femenina                     | Nominada  | [ 108 ]       |
| 2023 | British Phonographic Industry | Ellie Goulding                              | Premio BRIT Billón                           | Ganadora  | [ 109 ]       |
| 2023 | Los 40 Music Awards           | «Miracle»                                   | Canción Internacional                        | Nominada  |               |
| 2023 | BreakTudo Awards              | «Miracle»                                   | Colaboración Internacional                   | Nominada  | [ 110 ]       |
| 2023 | A&R Awards                    | «Miracle»                                   | Canción del Año                              | Nominada  | [ 111 ]       |
| 2024 | Grammy Awards                 | «Miracle»                                   | Mejor Grabación Pop Dance                    | Nominada  | [ 112 ]       |
| 2024 | EMA Awards                    | «Monumental: Ellie Goulding at Kew Gardens» | Mejor Programa de Variedades                 | Ganadora  | [ 113 ]       |
| 2024 | Electronic Dance Music Awards | «Miracle»                                   | Mejor Colaboración                           | Nominada  | [ 114 ]       |
| 2024 | Electronic Dance Music Awards | «Miracle»                                   | Mejor Video del Año                          | Nominada  | [ 114 ]       |
| 2024 | Electronic Dance Music Awards | «Miracle»                                   | Canción Festival/Escenario Principal del año | Nominada  | [ 114 ]       |
| 2024 | Electronic Dance Music Awards | «Miracle»                                   | Remix del año                                | Nominada  | [ 114 ]       |
| 2024 | Global Awards                 | «Miracle»                                   | Mejor Canción                                | Nominada  | [ 115 ]       |
| 2024 | Global Awards                 | «Miracle»                                   | Canción más escuchada del Año                | Ganadora  | [ 115 ]       |
| 2024 | Playing For Change Foundation | Ellie Goulding                              | Premio al Impacto                            | Ganadora  | [ 116 ]       |